# Weckhoven
Weckhoven ist ein südlicher Stadtteil der Stadt Neuss im Rhein-Kreis Neuss.

## Geschichte

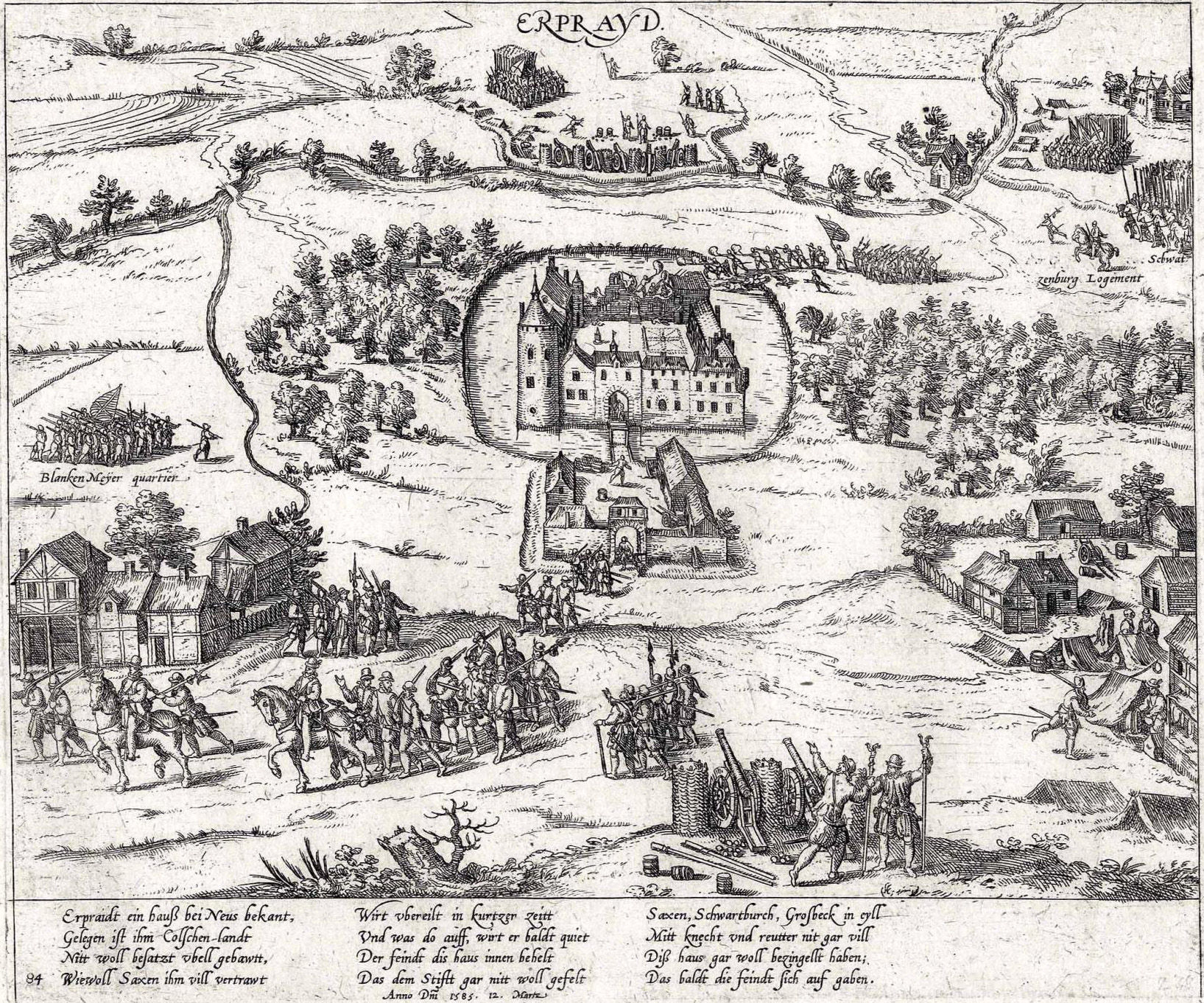
Weckhoven und die Burg Erprath auf einem Kupferstich von 1585

Erste Spuren menschlichen Lebens gehen auf das Jahr 7000 vor Christus zurück. In der Nähe der Ortschaft Weckhoven konnte ein Steingerät mit diesem Alter gefunden werden. Die Erbauung einer römischen Villa rustica in der Flur „Im Hahnen“ datiert auf die zweite Hälfte des ersten nachchristlichen Jahrhunderts. Sie bestand bis in die zweite Hälfte des dritten Jahrhunderts. Aus dem frühen 7. Jahrhundert n. Chr. stammen mehrere Gräber, die sich nahe der heutigen katholischen St. Paulus-Kirche fanden. Erstmals urkundlich erwähnt wurde Weckhoven im Jahre 793. 1183 wurde Weckhoven als „Hof des Wego“ bezeichnet.
Aus dem 13. Jahrhundert stammt die Burg Erprath, die im Besitz der gleichnamigen Familie war. Im Truchsessischen Krieg von 1586 wurde sie zerstört. Bereits 1598 lehrten kundige Dorfbewohner die Kinder in der Schankwirtschaft Rechnen und Lesen und erteilten Unterricht im Katechismus.
Politisch gehörte Weckhoven bis zum Jahre 1794 zum kurkölnischen Amt Hülchrath im Erzstift Köln. Im selben Jahr besetzten französische Truppen den Ort und Weckhoven kam an die neue Munizipalität Hülchrath. 1815 wurde Hülchrath ein Teil der neuen Bürgermeisterei Hülchrath im Kreis Grevenbroich. 1845 erhielt der Ort eine einklassige Volksschule, und 1863 wurde der Schützenverein gegründet. Dass Weckhoven aber noch sehr von der Landwirtschaft geprägt war, zeigt eine Aufstellung des Tierbestandes aus dem Jahre 1890: 22 Pferde, 125 Rindvieh, 183 Schweine, 165 Ziegen, 19 Bienenstöcke, 756 Hühner, 4 Gänse, 38 Enten und ein Schaf.
1909 wurde Weckhoven an das elektrische Stromnetz angeschlossen. Nach dem Ersten Weltkrieg besetzten französische Soldaten den Ort. Erst allmählich setzte sich der Aufschwung wieder fort, der vor dem Krieg begonnen hatte. Im Jahre 1924 fuhr erstmals die Kraftpost Weckhoven an, und damit konnte Neuss auch mit dem Bus erreicht werden. 1927 wurde ein Kriegerdenkmal errichtet. Im Jahre 1929 wurde Weckhoven in die damals kreisfreie Stadt Neuss eingemeindet. Im März 1945 besetzten amerikanische Truppen den Ort. Bereits 1948 fuhr Weckhoven der erste O-Bus von Neuss an.
Weckhoven entwickelte sich seit den 1960er Jahren von einem Dorf zu einem Stadtteil mit etwa 9000 Einwohnern. Heute ist es ein Stadtteil mit recht junger Bevölkerung. Gut 22 Prozent sind jünger als 18 Jahre, gut vier Prozent mehr als im Schnitt des übrigen Stadtgebiets. In den letzten Jahren hat sich das Erscheinungsbild von Weckhoven deutlich gebessert. Viele der im Laufe der Jahrzehnte veralteten und unattraktiven Hochhäuser sind kernsaniert worden. Dadurch ist Weckhoven deutlich schöner geworden.

## Bevölkerung

### Einwohnerentwicklung
- 1890: 694 Einwohner
- 1905: 755 Einwohner
- 2006: 8.999 Einwohner (Stand 30. Juni 2006)
- 2009: 8.895 Einwohner (Stand 30. Juni 2009)[4]
- 2011: 8.876 Einwohner (Stand 30. Juni 2011)
- 2021: 9.114 Einwohner (Stand 31. Dezember 2021)[5]

## Religion

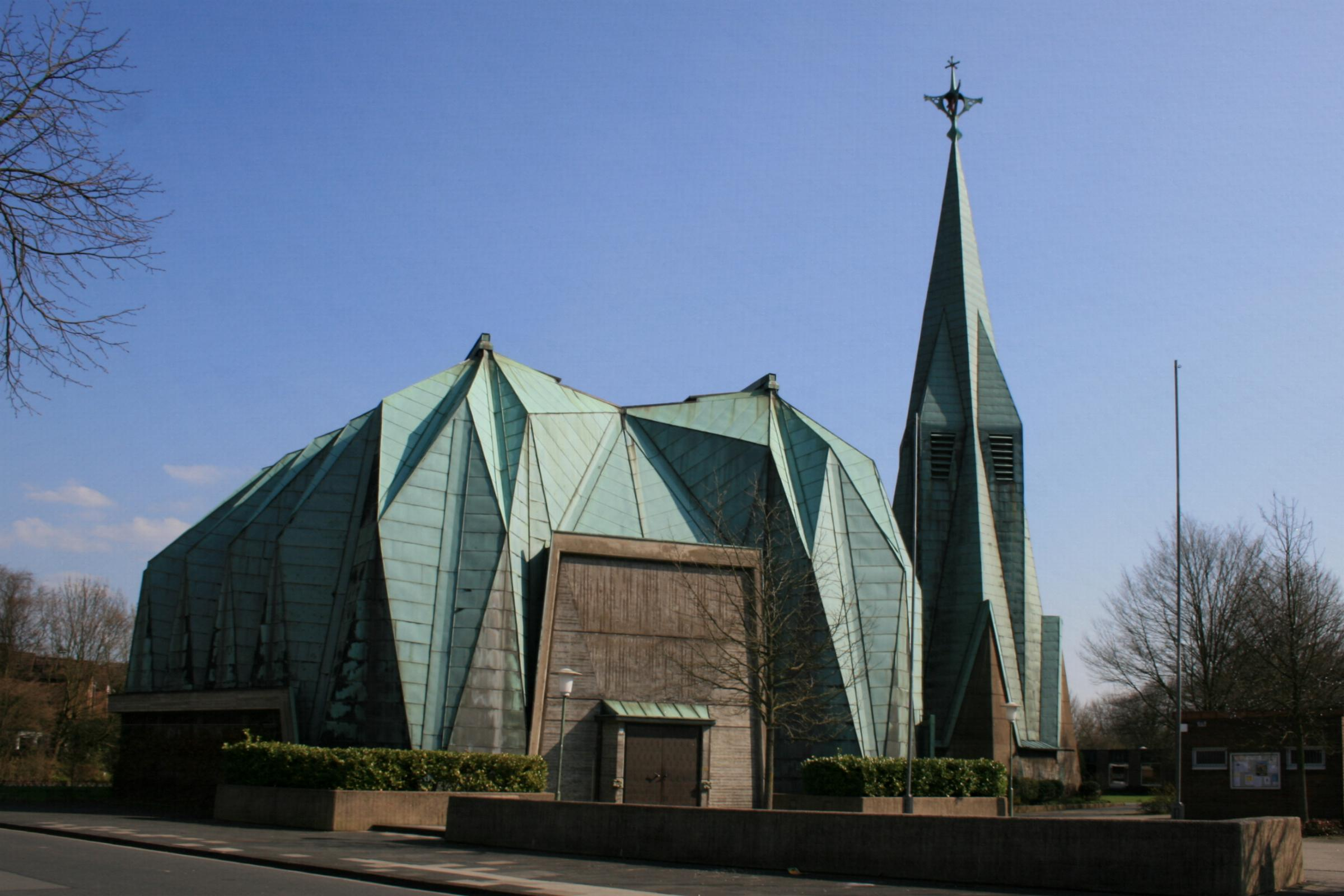
Pfarrkirche St. Paulus

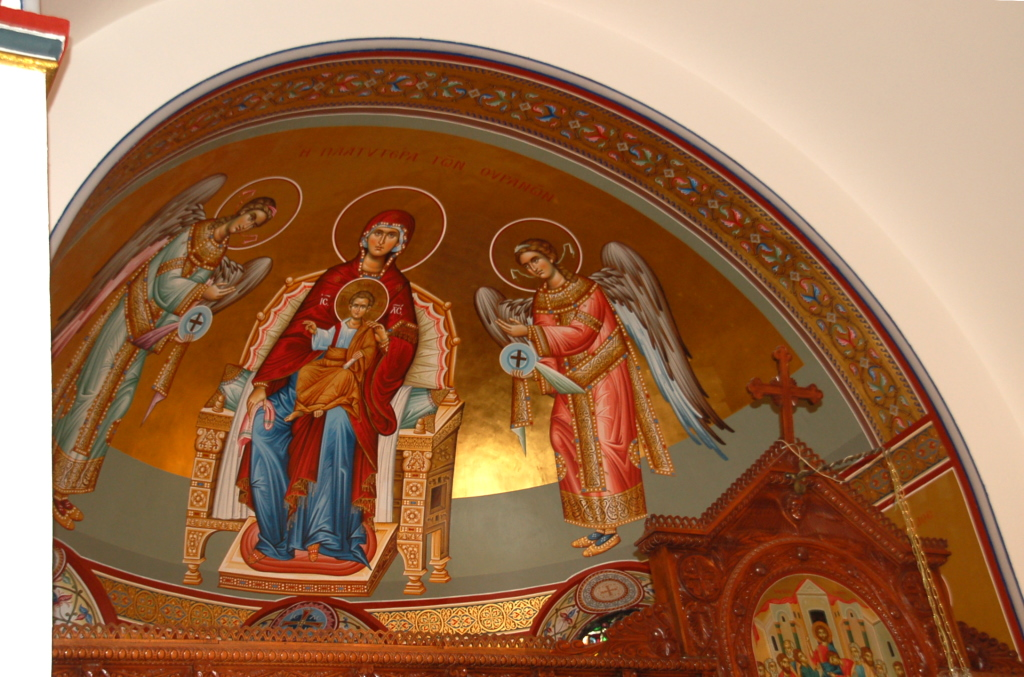
Apsis der St. Nektarios-Kirche

Weckhoven besitzt folgende Gotteshäuser:
- eine evangelische Auferstehungskirche
- eine römisch-katholische St. Paulus-Kirche, 1966–1969 erbaut nach einem Entwurf von Fritz Schaller
- eine griechisch-orthodoxe St. Nektarios-Kirche
- eine Moschee[6]

## Wirtschaft und Einrichtungen
In Weckhoven gibt es eine Schule (die Gemeinschaftsgrundschule Weckhoven) sowie vier Kindergärten.
Den Mittelpunkt des Ortes bildet das Einkaufszentrum, in welchem einige Geschäfte vorhanden sind und außerdem einmal pro Woche ein Markt abgehalten wird.

## Kultur und Sehenswürdigkeiten

### Bauten
Die Erprather Mühlen gehen schon mindestens auf das 13. Jahrhundert zurück.
Die Kyburg, auch Burg Erprath genannt, wurde im 13. Jahrhundert aus römischem Abbruchmaterial errichtet. Heute ist nur noch eine Motte der Burg vorhanden. So existiert noch ein 4,8 Meter hoher Rest des Wohnturms.

### Vereine
Der BV Weckhoven 1927 e. V. zählt in 11 Abteilungen circa 500 Mitglieder und wurde 1927 gegründet. Er ist der größte Verein im Stadtteil. Die Traditionssparte ist Fußball, daneben werden im Verein folgende Sportarten betrieben: Badminton, Jugendfußball, American Football, Karate, Tischtennis, Breitensport (Fit ab fünfzig, Kinderturnen, Rückenschule) Baseball und Radsport.
Der Tennisverein Weckhoven tcw wurde am 20. September 1974 gegründet. Es stehen 10 Ascheplätze zur Verfügung.
In Weckhoven besteht seit Mitte des 19. Jahrhunderts der Schützenverein von 1863 Weckhoven e. V. Er organisiert und veranstaltet jährlich das Schützenfest am zweiten Wochenende im Juni. Der Schützenverein besteht aktuell aus 12 Korps. Im Einzelnen sind dies:
- Vorreiter
- Sappeure
- Grenardierkorps
- Edelknaben
- Bundesfanfarencorps
- Jägerkorps
- Tambourkorps
- St. Hubertus Schützen
- Schützengilde
- Scheibenschützen
- Artilleriecorps
- Reitercorps